# Miłosław
Miłosław é um município da Polônia, na voivodia da Grande Polônia e no condado de Września. Estende-se por uma área de 4,07 km², com 3 590 habitantes, segundo os censos de 2016, com uma densidade de 882,1 hab/km².